# William Smith (tir sportif)
Pour les articles homonymes, voir William Smith.
William Alfred Smith, né le 11 mai 1877 à Ottawa et mort le 12 mars 1953 dans la même ville, est un tireur sportif canadien.

## Carrière
William Smith participe aux Jeux olympiques de 1908 à Londres où il est médaillé de bronze en rifle d'ordonnance par équipes.